# Pštrosí maso

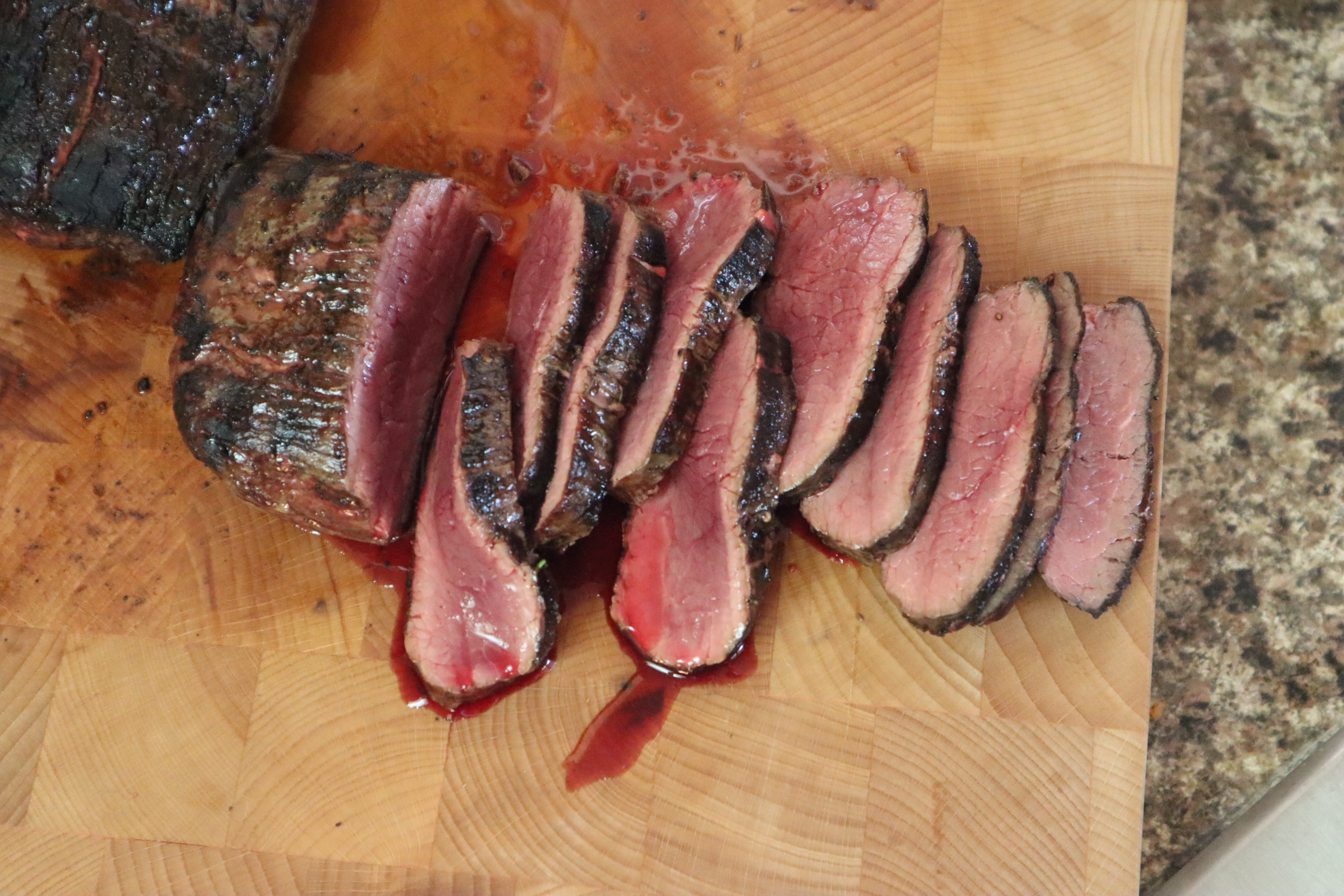
Plátky pečeného pštrosího masa

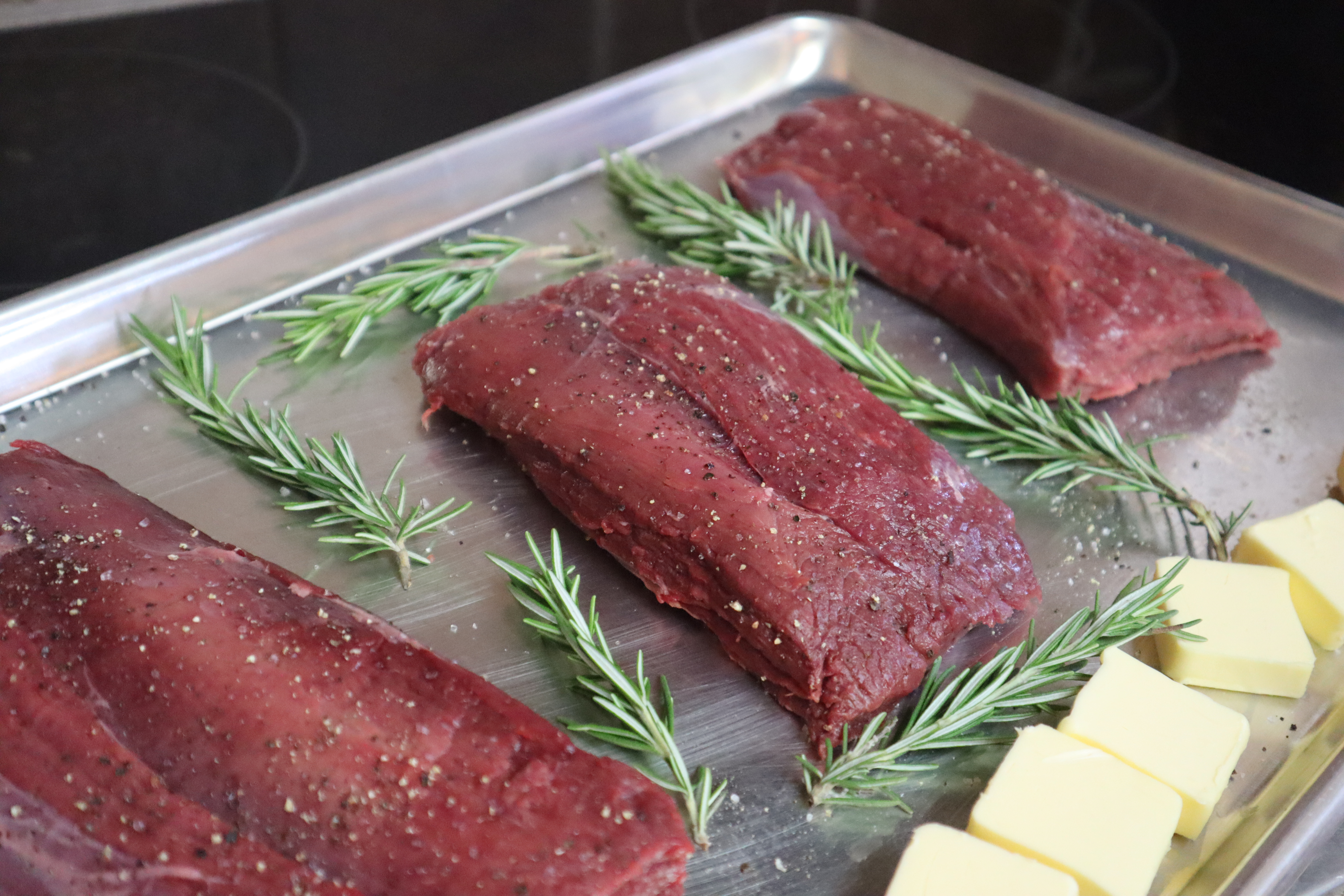
Syrové pštrosí maso

Pštrosí maso je druh červeného masa pocházejícího ze pštrosa, velkého nelétavého ptáka původem z Afriky. Pštrosí maso, známé pro svůj zdravotní přínos a udržitelnost, si získalo oblibu po celém světě, zejména na trzích zaměřených na zdravý životní styl a gurmánství. Kvůli vysokému konečnému pH bývá tmavší než hovězí maso.

## Dějiny
Konzumace pštrosí masa sahá až do starověku, zejména v Africe, kde jsou pštrosi původními zvířaty. Pštrosy tradičně lovily a konzumovaly různé domorodé kultury. Na konci 19. a začátku 20. století se chov pštrosů začal šířit do dalších částí světa, včetně Severní Ameriky, Evropy a Austrálie, a to především kvůli poptávce po pštrosím peří. V 21. století se pštrosi chovají pro komerční účely v různých částech světa, včetně USA, Jihoafrické republiky a Austrálie. Spotřebitelé v USA si mohou pštrosí maso koupit na několika pštrosích farmách. V roce 2001 bylo na celém světě chováno na farmách přibližně 350 tisíc pštrosů, z nichž se přibližně 30 tisíc chovalo v Evropě.
Poté, co se v Evropě objevily první případy BSE, poptávka po pštrosím mase vzrostla. V roce 2001 se na celém světě prodalo celkem přibližně 6,5 až 7,5 tuny masa. Z toho bylo 80 % dovezeno do Německa. Do roku 2002 však dočasný boom poptávky již poněkud ustal. V roce 2011 Evropská unie zavedla zákaz dovozu jihoafrického pštrosího masa kvůli vypuknutí ptačí chřipky. Tento zákaz byl ve stejném roce omezen na části ptačí chřipkou postižené oblasti v provincii Západní Kapsko. Jihoafrická republika vyváží přibližně 90 % své produkce pštrosího masa, z čehož 96 % směřuje do Evropské unie.

## Výživové benefity
Pštrosi se porážejí přibližně ve věku 14 měsíců. Každý pštros váží okolo 100 kg a dává přibližně 35 kg masa.
Pštrosí maso je vysoce ceněno pro svůj nutriční profil. Je to libové maso s nízkým obsahem tuku a vysokým obsahem bílkovin. Maso má nižší hladinu cholesterolu než hovězí, vepřové a jehněčí maso. Pštrosí maso je dobrým zdrojem železa, které je nezbytné pro tvorbu červených krvinek. Obsahuje značné množství vitamínů skupiny B, zejména vitamín B12, který je důležitý pro energetický metabolismus a zdraví nervové soustavy.